# Ilulissat-Kunstmuseum
Das Ilulissat-Kunstmuseum (dänisch Ilulissat Kunstmuseum, grönländisch Ilulissani Eqqumiittuliornermi Katersugaasivik) ist das Kunstmuseum von Ilulissat.

## Geschichte
Das Kunstmuseum in Ilulissat wurde am 15. August 1995 eröffnet, nachdem sie Gemeinde Ilulissat im Vorjahr das Gebäude von KNI erworben hatte. Damit war es das erste nur auf Kunst spezialisierte Museum des Landes, wobei es jedoch bis 2004 nur ein Teil des Ilulissat-Museums gewesen war. Erst 2005 wurde das zweite Kunstmuseum Grönlands in der Hauptstadt Nuuk eröffnet. Seit 2007 treffen sich Künstler wöchentlich im Museum, um dort zu malen.

## Gebäude
Das Kunstmuseum befindet sich im früheren Wohnhaus des Kolonialverwalters. Das Gebäude wurde 1923 von Helge Bojsen-Møller entworfen. Zum Museum gehört auch eine kleine Wohnung, in der Künstler, Schriftsteller oder Fotografen temporär wohnen können. Das Gebäude ist geschützt. Für detaillierte Beschreibungen zur Geschichte und Architektur des Gebäudes, siehe die Liste der Baudenkmäler in Ilulissat.

## Ausstellung
Im Ilulissat-Kunstmuseum sind vor allem Gemälde des Künstlers Emanuel A. Petersen (1894–1948) ausgestellt. Der Däne malte speziell nordgrönländische Motive. Diese machen etwa die Hälfte der 100 Kunstwerke aus. Daneben finden sich weitere Werke von Künstlern aus aller Welt.